# Jim Clyburn

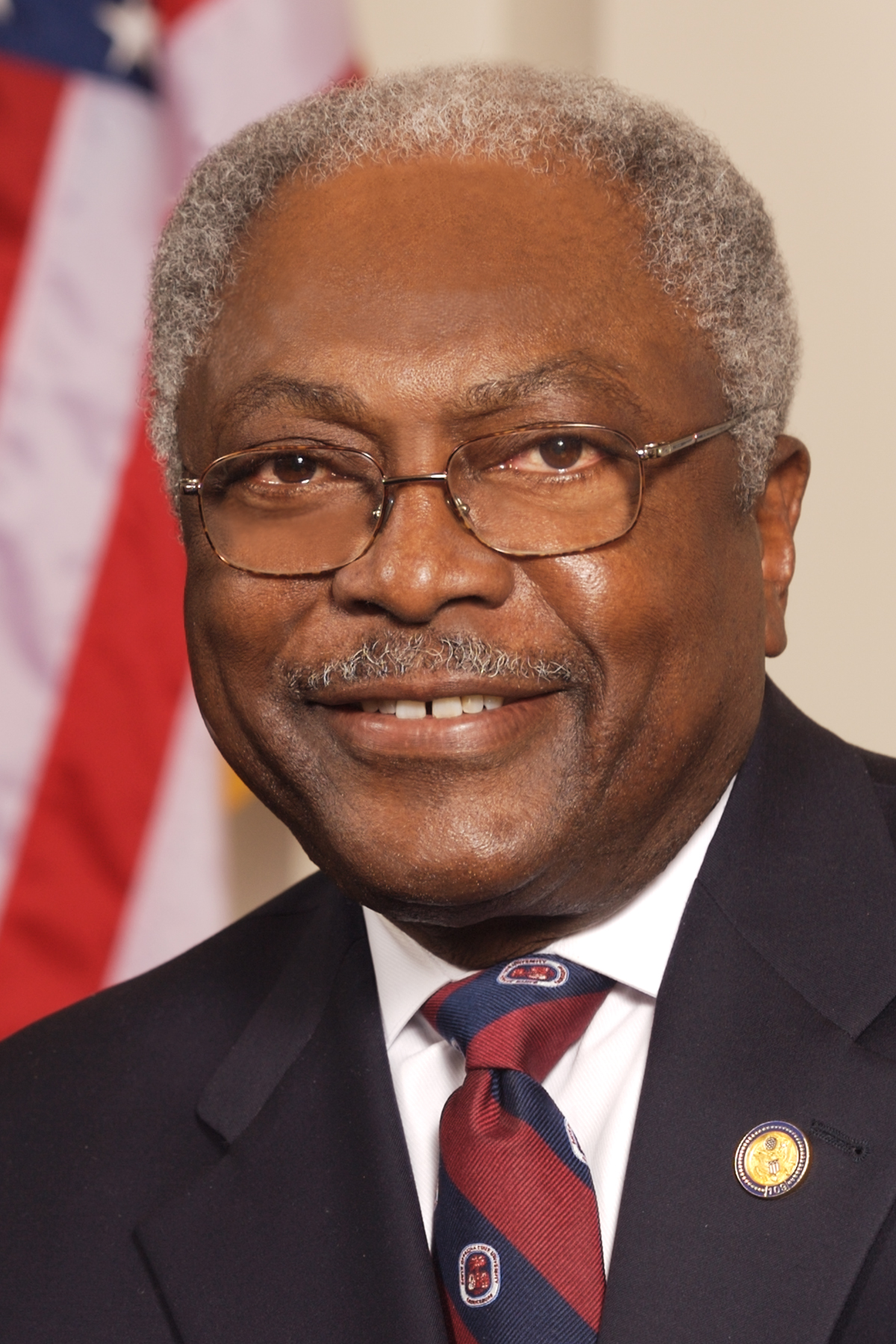
J. Clyburn, 2007

James Enos „Jim“ Clyburn (* 21. Juli 1940 in Sumter, South Carolina) ist ein US-Politiker der Demokratischen Partei. Er ist seit 1993 Mitglied des US-Repräsentantenhauses und vertritt dort den sechsten Kongresswahlbezirk des Bundesstaates South Carolina. Dort sitzt er als einziger demokratischer Abgeordneter seines Staats. Er war von 2007 bis 2011 sowie von 2019 bis 2023 Whip seiner Partei.

## Leben
James Clyburn ist ein entfernter Verwandter des ehemaligen Kongressabgeordneten George W. Murray (1853–1926).
Bis 1957 besuchte er die Mather Academy in Camden. Anschließend studierte er bis 1961 an der South Carolina State University in Orangeburg. In den folgenden Jahren arbeitete er als Lehrer und Berater im Bereich Beschäftigung (employment counselor). In den Jahren 1965 und 1966 war er für die Behörde South Carolina State Employment Security Commission tätig. Danach arbeitete er bis 1968 als Direktor einer städtischen Behörde des Kreises Charleston (Charleston County Neighborhood Youth Corps and New Careers Projects). Zwischen 1968 und 1971 war er für die Staatsbehörde South Carolina State Commission for Farm Workers tätig. Danach gehörte er von 1971 bis 1974 dem Stab von Gouverneur John C. West an. Schließlich arbeitete er von 1974 bis 1992 für die Staatsbehörde South Carolina Human Affairs.
Clyburn war seit 1961 mit der Bibliothekarin und Bürgerrechtlerin Emily Clyburn verheiratet, die 2019 verstarb. Die beiden hatten sich 1958 in einem Gefängnis kennengelernt, als sie wegen der Teilnahme an einer Bürgerrechtsdemonstration verhaftet worden waren. Gemeinsam haben sie drei Töchter, Mignon, Jennifer und Angela, sowie vier Enkelkinder.

## Politik
Bei den Kongresswahlen des Jahres 1992 wurde Jim Clyburn als Kandidat seiner Demokratischen Partei im sechsten Wahlbezirk des Staates South Carolina in das US-Repräsentantenhaus gewählt, wo er am 3. Januar 1993 sein neues Mandat antrat. Da er bei allen 16 Wiederwahlen seither bestätigt wurde, übt er dieses Amt bis heute aus. Seine aktuelle Amtszeit läuft bis zum 3. Januar 2027.
Im Lauf seiner langen Karriere als Kongressabgeordneter war bzw. ist er Mitglied mehrerer Ausschüsse und Congressional Caucuses. Zwischen 2007 und 2011 bekleidete er das Amt des Majority Whip. Damit war er der drittmächtigste Demokrat im 110. und 111. Kongress. Im Jahr 2011 wurde er zum House Assistant Democratic Leader gewählt – ein Amt, welches extra für ihn geschaffen wurde – und hielt dieses bis 2019. In den Jahren 2006 und 2007 war er auch Vorsitzender des House Democratic Caucus, nachdem er bereits seit 2003 dessen stellvertretender Vorsitzender gewesen war. In beiden Ämtern folgte er Bob Menendez. Nach der Wahl zum Repräsentantenhaus der Vereinigten Staaten 2018 war er als Nachfolger von Steve Scalise wieder House Majority Whip bzw. House Assistant Democratic Leader. Nach den Wahlen 2022 gab er dieses Amt an Katherine Clark ab.
Zwei Tage vor der Vorwahl der republikanischen Wähler in Iowa im Januar 2024, äußerte Clyburn in einem Interview mit der Washington Post die Befürchtung, dass es Joe Biden nicht gelingen könnte, mit seinen Standpunkten zu den Wählerinnen und Wählern der Präsidentschaftswahl durchzudringen.
Am 3. Mai 2024 wurde ihm von US-Präsident Joe Biden die Presidential Medal of Freedom verliehen.

## Werke
- Blessed Experiences: Genuinely Southern, Proudly Black. University of South Carolina Press, Columbia 2014, ISBN 978-1-61117-559-2.